# Budapesti 16. sz. országgyűlési egyéni választókerület
A budapesti 16. sz. országgyűlési egyéni választókerület egyike annak a 106 választókerületnek, amelyre a 2011. évi CCIII. törvény Magyarország területét felosztja, és amelyben a választópolgárok egy-egy országgyűlési képviselőt választhatnak. A választókerület nevének szabványos rövidítése: Budapest 16. OEVK. Székhelye: Budapest XX. kerülete 

## Területe
A választókerületet az alábbiak szerint határozza meg a törvény:
1. A XIX. kerületnek az Ady Endre úttól nyugatra lévő része, amelynek határa: A Határ út és a Nagykőrösi út kereszteződésétől a Nagykőrösi úti autópályatest tengelyvonalán, majd a Nagykőrösi út északi oldalán halad a MÁV vasútvonalig, majd a Nagykőrösi út mentén haladó MÁV vasútvonal északkeleti oldalán a Méta útig, majd a Méta út tengelyén a Kolozsvár útig, innen a Kolozsvár út tengelyén a Kispesti temetőig, majd a temető délkeleti oldalán a Csapó utcáig, majd a Csapó utca északi oldalán a Darányi utcai farmezsgyéig, és a Darányi utca farmezsgyén a Parázs utcai farmezsgyéig, a Parázs utcai farmezsgyén, és az Újtemető út, illetve a hozzá tartozó közterület északi oldalán a MÁV vasútvonal kereszteződésén át az Ady Endre útig, az Ady Endre út páratlan házszámozású oldalán a Határ útig, a Határ úton a kiindulási pontig körbezárt terület.
2. A XX. kerület teljes területe, amelynek határa: A XXI.–IX.–XX. kerületeknek a soroksári Duna-ág elméleti középpontjában lévő hármas határpontjától keleti irányba keresztezve a Budapest–Kunszentmiklós vasútvonalat és a Budapest–Ráckeve HÉV-vonalat a Határ út tengelyén halad a Határ út–Nagykőrösi út találkozási pontjáig. Itt délkeleti irányba fordul és a Nagykőrösi úton halad, majd a Nagykőrösi út mentén fekvő MÁV vasútvonal északkeleti oldalán a kispesti Méta utca, a Szentlőrinci út és a Nagykőrösi út kereszteződéséig, majd a Szentlőrinci út déli vonalán a Köves útig. A Szentlőrinci út és a Mezsgye utca között a határ a Köves út nyugati oldalán halad, majd a Mezsgye utca és az Alsó határút között áttér a Köves út keleti oldalára. Itt délnyugatra fordul és a Budapest Ferencváros–Soroksár összekötő vasútvonal kisajátítási vonalán halad az erzsébeti temető északi sarkáig. Továbbhalad a Temetősor menti temetőfalon, megkerüli a temetőt, északnyugati irányban eléri a Könyves utcát, keresztezi a MÁV pályatestet, a Könyves utca keleti oldalán haladva eléri a Török utca Alsó határút találkozási pontját, itt északkeleti irányba fordul, az Alsó határút délkeleti oldalán haladva eléri a Vágóhíd utcát, a Vágóhíd utca nyugati oldalán halad a Bolyai János utcáig, a Bolyai János utca déli oldalán eléri a szervizutat, keresztezi a papírgyári iparvágányt, s a gyár nyugati oldalán haladva elér a Barkó utcáig. A határvonal itt keresztezi a Helsinki utat, a HÉV-pályát, az E5-ös főutat és a MÁV vasútvonal rézsűjének felső vonalán visszafordul déli irányba és a vasút feletti hidat megkerülve a 184099 hrsz.-nál nyugati irányba halad a 196605. külterületi mezőgazdasági tábla és a 170187/10. agyaggödör közös határvonalán. A 196600 hrsz.-nál eléri a Vízisport utcát, kiér a soroksári Duna-ág partjára, eléri a Duna középvonalát, ezen északi irányba haladva eléri a kiindulási pontot.

## Országgyűlési képviselője
| Név               | Párt                                         | Párt | Terminus | Megjegyzés                                   |
| ----------------- | -------------------------------------------- | ---- | -------- | -------------------------------------------- |
| Dr. Hiller István |                                              | MSZP | 2014 –   | A 2014-es országgyűlési választás eredménye: |
| Dr. Hiller István | A 2018-as országgyűlési választás eredménye: | MSZP | 2014 –   |                                              |
| Dr. Hiller István | A 2022-es országgyűlési választás eredménye: | MSZP | 2014 –   |                                              |

## Demográfiai profilja
| Iskolai végzettség                | Iskolai végzettség               | Iskolai végzettség | Iskolai végzettség | Iskolai végzettség |
| --------------------------------- | -------------------------------- | ------------------ | ------------------ | ------------------ |
|                                   |                                  |                    |                    | fő                 |
| Általános iskolát nem végezte el  | Általános iskolát nem végezte el |                    | 1031               | 1031               |
| Általános iskola                  | Általános iskola                 |                    | 11134              | 11134              |
| Szakmunkás                        | Szakmunkás                       |                    | 11759              | 11759              |
| Érettségi                         | Érettségi                        |                    | 30452              | 30452              |
| Diploma                           | Diploma                          |                    | 21382              | 21382              |
| A 2022. évi népszámlálás szerint. |                                  |                    |                    |                    |

A budapesti 16. sz. választókerület lakónépessége 2022. október 1-jén 89 798 fő volt. A 2011-es és a 2022-es népszámlálás között 1119 fővel csökkent a választókerület lakosság száma. A választókerületben a korösszetétel alapján a legtöbben a középkorúak élnek 33 390 fővel, míg a legkevesebben a gyermekek 14 040 fővel. A választókerület lakosságának a 88,1%-nál van internet elérési lehetőség.
A legmagasabb befejezett iskolai végzettség szerint az érettségi végzettséggel rendelkezők élnek a legtöbben 30 452 fő, utánuk a következő nagy csoport a diplomások 21 382 fővel.
Gazdasági aktivitás szerint a lakosság több mint a fele foglalkoztatott 47 370 fő, második legjelentősebb csoport az inaktív keresők, akik főleg nyugdíjasok 20 161 fővel.
A választókerület legjelentősebb nemzetiségi csoportja a német 840 fő, illetve a cigány 780 fő. Magyar állampolgársággal nem rendelkező külföldi állampolgárok aránya 2,4%.
Vallási összetétel szerint a választókerületben lakók legnagyobb vallása a római katolikus (17 393 fő), valamint jelentős közösség még a reformátusok (6235 fő). A vallási közösséghez nem tartozók száma szintén jelentős (13 560 fő), a választókerületben a második legnagyobb csoport a római katolikus vallás után.

## Országgyűlési választások
| Párt                                                         | Párt                      | Jelölt                 | Szavazatok | %     | ± %  |
| ------------------------------------------------------------ | ------------------------- | ---------------------- | ---------- | ----- | ---- |
|                                                              | Egységben Magyarországért | Dr. Hiller István      | 22 856     | 46,35 | 15,5 |
|                                                              | Fidesz-KDNP               | Földesi Gyula          | 20 880     | 42,34 | 5,06 |
|                                                              | Mi Hazánk                 | Hrivnák Pál            | 2410       | 4,89  | Új   |
|                                                              | MKKP                      | Szentesi Szabolcs      | 2039       | 4,13  | Új   |
|                                                              | MEMO                      | Horváth Elemér         | 629        | 1,28  | Új   |
|                                                              | Normális Párt             | Garai Veronika         | 367        | 0,74  | Új   |
|                                                              | Munkáspárt-ISZOMM         | Székely Sándor         | 133        | 0,27  | Új   |
| Megjelent                                                    | Megjelent                 | Megjelent              | 49 913     | 71,73 | 0,81 |
| Választópolgárok száma                                       | Választópolgárok száma    | Választópolgárok száma | 69 584     | 100   | 5,21 |
| Az MSZP az ellenzéki összefogás részeként tartja a körzetet. |                           |                        |            |       |      |

| Párt                                 | Párt                   | Jelölt                 | Szavazatok | %     | ± %  |
| ------------------------------------ | ---------------------- | ---------------------- | ---------- | ----- | ---- |
|                                      | MSZP-Párbeszéd         | Dr. Hiller István      | 22 572     | 43,23 | 4,86 |
|                                      | Fidesz-KDNP            | Földesi Gyula          | 19 462     | 37,28 | 0,95 |
|                                      | Jobbik                 | Bencsik János          | 6373       | 12,21 | 3,15 |
|                                      | LMP                    | Ferenczi István        | 2287       | 4,38  | 1,71 |
|                                      | Momentum               | Teveli Dalma           | 1060       | 2,03  | Új   |
|                                      | Egyéb pártok           |                        | 457        | 0,87  | 2,6  |
| Megjelent                            | Megjelent              | Megjelent              | 52 754     | 72,54 | 6,64 |
| Választópolgárok száma               | Választópolgárok száma | Választópolgárok száma | 73 216     | 100   | 0,50 |
| Az MSZP-Párbeszéd tartja a körzetet. |                        |                        |            |       |      |

| Párt                                                  | Párt                   | Jelölt                 | Szavazatok | %     |
| ----------------------------------------------------- | ---------------------- | ---------------------- | ---------- | ----- |
|                                                       | Összefogás             | Dr. Hiller István      | 18 507     | 38,37 |
|                                                       | Fidesz-KDNP            | Földesi Gyula          | 17 523     | 36,33 |
|                                                       | Jobbik                 | Tokody Marcell Gergely | 7407       | 15,36 |
|                                                       | LMP                    | Ferenczi István        | 2939       | 6,09  |
|                                                       | Szociáldemokraták      | Alex Tamás             | 190        | 0,39  |
|                                                       | Egyéb pártok           |                        | 1671       | 3,47  |
| Megjelent                                             | Megjelent              | Megjelent              | 48 670     | 65,9  |
| Választópolgárok száma                                | Választópolgárok száma | Választópolgárok száma | 73 849     | 100   |
| Az MSZP az Összefogás részeként nyeri meg a körzetet. |                        |                        |            |       |

## Ellenzéki előválasztás – 2021
| Frakció                                 | Frakció         | Jelölő szervezetek                         | Jelölt            | Szavazatok | %     |
| --------------------------------------- | --------------- | ------------------------------------------ | ----------------- | ---------- | ----- |
|                                         | MSZP            | MSZP, Párbeszéd, DK, LMP, Jobbik, Momentum | Dr. Hiller István | 6935       | 84,42 |
|                                         | ÚVNP/Momentum   | ÚVNP, MMM                                  | Vidákovics László | 1280       | 15,58 |
| Összes szavazat                         | Összes szavazat | Összes szavazat                            | Összes szavazat   | 8215       | 100   |
| Dr. Hiller István nyeri meg a körzetet. |                 |                                            |                   |            |       |